# Ерос (летище)
Ерос е второто летище на Виндхук и изпълнява вътрешните полети за Намибия. То е важен транспортен възел и е най-натовареното летище в страната и региона на югозападна Африка. Ерос обслужва търговски, частни и планирани полети. Те варират от обслужване на самолети Боинг 737 до малката Чесна 152.
Летището изпълнява между 150 и 200 полета на ден (около 50 000 годишно). През 2004 г. летището е обслужило 141 605 пътници.
По-голямата част от трафика идва от чартърния пазар, състоящ се главно от самолети Чесна 210. Това са най-често полети изпълняващи заявки за сафари из цяла Намибия. Ерос често замества международното летище на Виндхук Хосеа Кутако в случай на бурни ветрове и неблагоприятни условия.
През януари 2008 г. самолет Чесна 210 се разбива при излитане от летището и пилотът заедно с шестте пътници загиват на място.

## Списък на някой от полетите
- Air Namibia (Мпача, Ондангва, Ораниехунд, Уолфиш Бей, Людериц, Кейптаун)